# サンサン川
サンサン川（サンサンがわ、西: Río San San）は、パナマ北西部のボカス・デル・トーロ県に位置するカリブ海に注ぐ川である。川の長さは37.3 km、流域面積は222.5km2で、チャンギノーラ川と、パナマとコスタリカの国境となっているシクサオラ川の間に位置している。 
水深は非常に浅く、河口にはラグーンを形成する砂州がある。流域には絶滅の危機にある哺乳類のマナティーが生息している。下流部一帯のマングローブ、泥炭地などは1993年にラムサール条約登録地となった。